# Acrosemia undilinea
Acrosemia undilinea là một loài bướm đêm trong họ Geometridae.